# Inspektorat Wschodni Armii Krajowej
Inspektorat Wschodni Armii Krajowej – terenowa struktura Okręgu Polesie Armii Krajowej (Pińsk).

## Struktura organizacyjna
Struktura organizacyjna podana za Atlas polskiego podziemia niepodległościowego:
- Obwód Pińsk
- Obwód Drohiczyn Poleski
- Obwód Łuniniec
- Obwód Stolin